# 풍차 (모자)

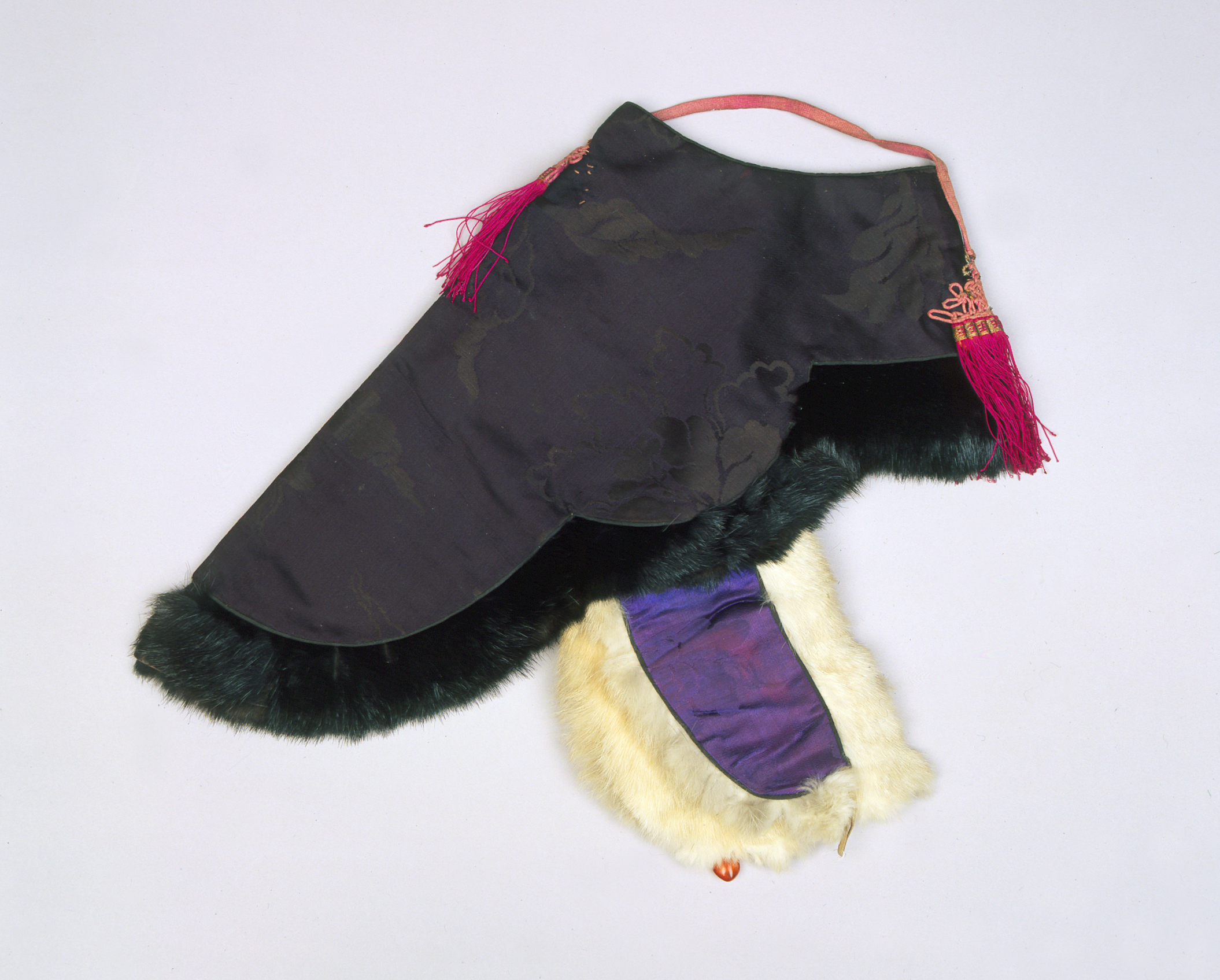

풍차(風遮), 풍채, 정풍차는 조선시대 남녀가 추위를 막기 위해 착용했던 한국 전통 겨울 모자의 일종이다. 모양은 남바위와 매우 유사하지만 풍차는 귀 양쪽에 볼끼가 붙어 있다. 원래는 상류층인 양반의 남자들이 입었지만, 여성을 포함한 평민들에게도 퍼지게 되었다.
풍차는 남바위, 아얌, 조바위 등 다른 겨울 모자처럼 머리 꼭대기를 덮지 않도록 윗부분이 열려 있다. 볶으면 이마, 등, 옆면 귀, 볼 부분까지 완벽하게 커버된다. 겉감은 일반적으로 단(緞)이라는 다양한 비단으로 만들어지며 모섬유와 칡껍질로 만든 천을 사용하였다.

## 같이 보기
- 아얌
- 한복
- 화관
- 조바위
- 남바위